# Фугарон
Фугаро́н (фр. Fougaron, окс. Hogaron) — коммуна во Франции, находится в регионе Юг — Пиренеи. Департамент — Верхняя Гаронна. Входит в состав кантона Аспе. Округ коммуны — Сен-Годенс.
Код INSEE коммуны — 31191.

## География

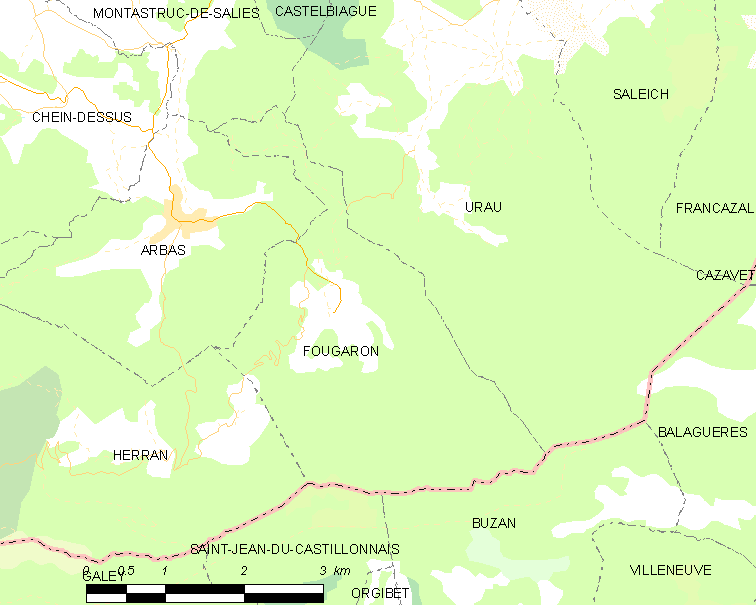
Карта коммуны

Коммуна расположена приблизительно в 670 км к югу от Парижа, в 80 км к юго-западу от Тулузы.
По территории коммуны протекает небольшая река Арбас (англ. Arbas). Большую часть территории коммуны занимают леса.

## Климат
Климат умеренно-океанический. Зима мягкая и снежная, весна характеризуется сильными дождями и грозами, лето сухое и жаркое, осень солнечная. Преобладают сильные юго-восточные и северо-западные ветры.

## Население
Население коммуны на 2010 год составляло 96 человек.
| 1962 | 1968 | 1975 | 1982 | 1990 | 1999 | 2010 |
| ---- | ---- | ---- | ---- | ---- | ---- | ---- |
| 108  | 93   | 73   | 85   | 62   | 73   | 96   |

## Экономика
В 2010 году среди 55 человек трудоспособного возраста (15—64 лет) 29 были экономически активными, 26 — неактивными (показатель активности — 52,7 %, в 1999 году было 67,4 %). Из 29 активных жителей работали 24 человека (16 мужчин и 8 женщин), безработных было 5 (4 мужчины и 1 женщина). Среди 26 неактивных 4 человека были учениками или студентами, 14 — пенсионерами, 8 были неактивными по другим причинам.